# كاي جون جيانغ
كاي جون جيانغ (بالسويدية: Kai Johan Jiang)‏ هو شخصية أعمال سويدي، ولد في 1965.